# Lasiochernes graecus
Lasiochernes graecus es una especie de arácnido  del orden Pseudoscorpionida de la familia Chernetidae.

## Distribución geográfica
Se encuentra en Albania y Grecia.